# گرنزهایم
شهر گرنزهایمدر ایالت هسن در کشور آلمان واقع شده‌است.